# Palešnik
Palešnik est un village de la municipalité de Hercegovac (Comitat de Bjelovar-Bilogora) en Croatie.